# Simon Maier (Maler)
Simon Maier (tätig im 18. Jahrhundert) war ein deutscher Maler.

## Leben
Simon Maier lebte und arbeitete in der Mitte des 18. Jahrhunderts in Landsberg am Lech. Er war um 1760 spezialisiert auf Kirchenmalerei und Bibelmotive.
Einer seiner Schüler war der spätere Hofmaler Franz Ignaz Oefele.